# 乌罗什·斯特瓦诺维奇
乌罗什·斯特瓦诺维奇（Uroš Stevanović，1982年10月8日—）是塞尔维亚职业水球教练，自2022年起担任塞尔维亚国家男子水球队主教练。
他在2024年夏季奥运会上获得金牌。